# لاري هارت (لاعب كرة قدم أمريكية)
لاري هارت (بالإنجليزية: Larry Hart)‏ هو لاعب كرة قدم أمريكية أمريكي، ولد في 16 يوليو 1987 في ماديسون في الولايات المتحدة.

## وصلات خارجية
- لاري هارت على موقع مرجع كرة القدم المحترفة.كوم (الإنجليزية)